# La colección (álbum de Menudo)
La colección es un álbum recopilatorio de la boy band puertorriqueña Menudo, lanzado en abril de 1990 por el sello discográfico Melody. El trabajo fue lanzado exclusivamente en México en los formatos LP, casete y CD. Aunque las canciones proceden de discos de 1987 y 1988, con una formación distinta, en la portada del álbum aparecen los integrantes de la época de su lanzamiento: Sergio Blass, Rubén Gómez, Robert Avellanet, Rawy Torres y César Abreu.
En la lista de canciones de la compilación, todos los temas provienen originalmente de los álbumes Somos los hijos del Rock (1987) y Sombras y figuras (1988). Las seis canciones del primer álbum son: "Ámame ahora, no mañana", "Cuando sea grande", "Mi sombra en la pared (Bailo con mi sombra)", "Estamos en acción", "Llámame" y "Dame más". Mientras que las seis restantes —"Dulces dieciséis", "En mis sueños", "Serenata Rock'n Roll", "Escapando de ti", "Gafas oscuras", "Historia del primer amor"— pertenecen al álbum Sombras y figuras, lanzado al año siguiente.
La lista de canciones incluye cuatro sencillos que alcanzaron el Top 10 en la lista musical quincenal de la revista mexicana Notitas Musicales, consolidándose entre los mayores éxitos de Menudo en el país. "Bailo con mi sombra" llegó al 9.º puesto en la segunda quincena de febrero de 1988. "Estamos en acción" también alcanzó el 9.º lugar, en la primera quincena de junio del mismo año. "Gafas oscuras" tuvo un desempeño aún mejor, llegando al 4.º puesto en la primera quincena de junio de 1989. "Serenata Rock and Roll" fue el más destacado de los cuatro, alcanzando el 3.er lugar en la segunda quincena de septiembre de 1989.

## Desempeño comercial
Según Kathleen Tracy, autora de la biografía del cantante Ricky Martin Red Hot and on the Rise!, las ventas del álbum superaron los 2 millones de copias en México. Esto llevó al mánager del grupo, Edgardo Díaz, a lanzar una segunda compilación a finales del mismo año, titulada La década.

## Lista de canciones
| N.º | Título                                        | Escritor(es)         | Lead vocalist    | Duración |  |
| 1.  | «Dulces dieciséis»                            | Miguel Mateos        | Rubén Gómez      | 3:50     |  |
| 2.  | «En mis sueños»                               | William Luke         | Angelo García    | 3:26     |  |
| 3.  | «Serenata Rock'n Roll»                        | Pedro Gely           | Robert Avellanet | 3:29     |  |
| 4.  | «Escapando de ti»                             | Carlos Gaviola       | Angelo García    | 3:45     |  |
| 5.  | «Ámame ahora, no mañana»                      | Miguel Mateos        | Ricky Martin     | 3:28     |  |
| 6.  | «Cuando sea grande»                           | Miguel Mateos        | Ralphy Rodríguez | 4:31     |  |
| 7.  | «Gafas oscuras»                               | Pedro Gely           | Ricky Martin     | 3:55     |  |
| 8.  | «Historia del primer amor»                    | Lara, Monarrez       | Robert Avellanet | 3:36     |  |
| 9.  | «Mi sombra en la pared (Bailo con mi sombra)» | Miguel Mateos        | Sergio Blass     | 4:43     |  |
| 10. | «Estamos en acción»                           | Sosa, Lupano, Topini | Rubén Gómez      | 3:28     |  |
| 11. | «Llámame»                                     | Miguel Mateos        | Sergio Blass     | 3:19     |  |
| 12. | «Dame más»                                    | Pedro Gely           | Ricky Martin     | 3:49     |  |